# سلمى عبد المقصود
سلمى عبد المقصود ‏ (19 يناير 2000 - ) متسابقة خماسي حديث من مصر.

## روابط خارجية
- سلمى عبد المقصود على موقع الاتحاد الدولي للمبارزة (الإنجليزية)
- سلمى عبد المقصود على موقع الاتحاد الدولي للخماسي الحديث (الإنجليزية)